# Меркуши (Пермский край)
Меркуши — село в Частинском муниципальном округе Пермского края России.

## Географическое положение
Село расположено в северной части Частинского района на расстоянии примерно 15 километров на север-северо-восток от села Частые.

## История
Село известно с 1817 года как деревня Ново-Меркушева, которое было основано выходцами из починка Меркушев с территории современного Большесосновского района. В 1877 году построена Богородице-Тихвинская деревянная церковь. С 1899 по 1955 год здесь существовала сельскохозяйственная школа, которая потом в итоге стала техникумом.
До 2021 года входит в состав Шабуровского сельского поселения Частинского района.

## Климат
Климат умеренно континентальный, с холодной и продолжительной зимой и тёплым коротким летом. Средняя годовая температура воздуха составляет 1,9 °C. Самым тёплым месяцем является июль (18,7 °C), самым холодным — январь (−14,6 °C), абсолютный максимум достигает 38 °C, абсолютный минимум — −48 °C. Последние весенние заморозки приходятся в среднем на 23 мая, первые осенние — на 18 сентября. Продолжительность безморозного периода составляет 117 дней. Снежный покров устанавливается в среднем к 6-9 ноября, первое появление снега отмечено 14-20 октября. Средняя многолетняя высота снежного покрова достигает 55 см. Снежный покров держится 161 день. Сход снега наблюдается в конце апреля — начале мая..

## Инфраструктура
Сельскохозяйственное предприятие СХПК «Меркушинский», сельская врачебная амбулатория, средняя школа , дом культуры и библиотека.

## Население
Постоянное население составляло 476 человек (98 % русские) в 2002 году, 338 человек в 2010 году.